# Скронюв
Скронюв (пол. Skroniów) — село в Польщі, у гміні Єнджеюв Єнджейовського повіту Свентокшиського воєводства.
Населення — 935 осіб (2011).
У 1975-1998 роках село належало до Келецького воєводства.

## Демографія
Демографічна структура на день 31 березня 2011 року:
|          | Загалом | Допрацездатний вік | Працездатний вік | Постпрацездатний вік |
| -------- | ------- | ------------------ | ---------------- | -------------------- |
| Чоловіки | 464     | 94                 | 319              | 51                   |
| Жінки    | 471     | 77                 | 291              | 103                  |
| Разом    | 935     | 171                | 610              | 154                  |